# 张大卫
张大卫（1952年10月—），辽宁抚顺人，中华人民共和国政治人物。

## 生平
1968年12月参加工作，1993年2月加入中国共产党。郑州市回民中学和河南财经学院（今河南财经政法大学）毕业，中国人民大学商学院工业经济系企业管理专业在职研究生学历。
历任河南省计委、计经委办公室、重工处、工业处秘书、主任科员，河南省计经委工业处副处长，河南省计经委、计委工业处处长，河南省轻工总会副会长、党委委员，河南省发展计划委员会副主任、党组成员，主任、党组书记，河南省发展和改革委员会主任、党组书记等职。2006年1月当选河南省人民政府副省长。2013年1月任河南省人大常委会副主任。2013年6月兼任河南省总工会主席。2016年1月，辞去河南省第十二届人民代表大会常务委员会副主任职务。